# 1,1,1,3,3,3-hexafluorpropan
1,1,1,3,3,3-Hexafluorpropan je organická sloučenina, derivát propanu, ve kterém jsou protony obou methylových skupin (CH3) zcela substituovány atomy fluoru. Používá se jako hasicí plyn k hašení požárů skupin A (pevné látky), B (hořlavé kapaliny) a C (hořlavé plyny) a zařízení pod napětím do 110 kV. V současnosti patří mezi jedno z nejúčinnějších halotronových hasiv (po vyřazení halotanových z běžného použití kvůli nepříznivému vlivu na životní prostředí). FE-36 působí tak, že brání rozvoji ohně, přijímá teplo z hoření. Hasicí přístroje s hasivem FE-36 dokáží účinně chránit např. servery, počítače, různé měřicí přístroje, telekomunikační centra, akumulátorovny, muzejní sbírky, kdy nedochází k zanášení malými částicemi, jako u práškových, ani k nadměrnému ochlazování, jako je tomu u hašení pomocí sněhových (CO2) hasicích přístrojů.